# فینال جام در جام اروپا ۱۹۹۷
فینال جام در جام اروپا ۱۹۹۷، رقابت پایانی جام در جام اروپا در سال ۱۹۹۷ میلادی است که مابین دو تیم باشگاه فوتبال بارسلونا و باشگاه فوتبال پاریس سن ژرمن برگزار شده‌است.
این مسابقه که در تاریخ ۱۴ مه ۱۹۹۷ انجام شده‌است با نتیجه ۱ بر ۰ به سود تیم باشگاه فوتبال بارسلونا به پایان رسید.